# Kalja (Izrael)
Kalja (hebr. קלי"ה) – kibuc położony w Samorządzie Regionu Megillot, w Dystrykcie Judei i Samarii, w Izraelu. Członek Ruchu Kibuców (Ha-Tenu’a ha-Kibbucit).

## Położenie
Kibuc jest położony w depresji Rowu Jordanu, na wysokości 360 metrów p.p.m. Leży na północno-zachodnim wybrzeżu Morza Martwego, u podnóża gór Wyżyny Judejskiej. Znajduje się on w odległości 12 kilometrów na południe od miasta Jerycho.
Okolica jest pustynnym obszarem, w którym znajdują się jedynie nieliczne żydowskie osady o charakterze rolniczym.

## Demografia
Liczba mieszkańców Kalji:

## Historia
Historia powstania kibucu Kalja jest związana z dziejami wydobycia potasu w rejonie Morza Martwego. W 1929 inżynier Mosze Novemejski zdobył na drodze przetargu od brytyjskich władz Mandatu Palestyny zezwolenie na eksploatację złóż potasu na północnym wybrzeżu Morza Martwego. Na tej podstawie wybudowano pierwszy zakład, przy którym powstały baraki mieszkalne dla pracowników Palestine Potash Company. Utworzono tutaj stawy do odparowywania wody, z których następnie pozyskiwano potas i chlorek potasu. Pracownikami firmy byli Żydzi i Arabowie.
Kibuc Kalja powstał w 1931. Jego nazwa pochodziła od łacińskiej nazwy pierwiastku potasu: kalium. Słowo „kalja” jest także akronimem od hebrajskiego zwrotu Kam li-techijja Jam ha-Mawet (hebr. קם לתחייה ים המוות), w dosłownym tłumaczeniu: „Morze Martwe powróci do życia”. W kibucu osiedlali się żydowscy imigranci z Europy. Pracowali oni przy produkcji potasu oraz produkcji rolniczej, dzięki czemu robotnicy mieli świeżą żywność.
Podczas arabskich rozruchów w latach 1936–1939 kibuc nie ucierpiał, ponieważ w tutejszym zakładzie pracowało wielu Arabów z Jerycha. Podczas wojny domowej w Mandacie Palestyny na początku 1948 droga łącząca kibuc z Jerozolimą została zablokowana przez arabskie milicje, i fabryka potasu zawiesiła swoją działalność. Jedyna komunikacja była utrzymywana przez lekkie samoloty. Podczas wojny o niepodległość w dniu 15 maja siły jordańskiego  Legionu Arabskiego przeszły przez most Allenby i wkroczyły w obszar położony wokół miasta Jerycho. Mieszkańcy kibucu prowadzili negocjacje z jordańskimi dowódcami, usiłując uzyskać ich zgodę na zachowanie neutralności tego regionu. Gdy zakończyły się one niepowodzeniem, w dniu 20 maja przeprowadzono ewakuację mieszkańców kibucu. Przewieziono ich barkami na południowe wybrzeże Morza Martwego. Jordańscy żołnierze i arabscy ochotnicy zajęli, oraz całkowicie zniszczyli kibuc.
Po wojnie sześciodniowej w 1967 Izraelczycy przejęli kontrolę nad tymi ziemiami. 28 stycznia 1968 rząd postanowił przywrócić izraelską obecność w regionie i zatwierdził plan budowy osady o charakterze rolniczo-wojskowym, w której mieli zamieszkać rolnicy-żołnierze Nahal. Osada powstała w sierpniu 1968. W 1972 grupa pierwszych mieszkańców cywilnych osiedliła się w opuszczonej jordańskiej bazie wojskowej. Rozpoczęto wówczas budowę pierwszych domów mieszkalnych, które zostały oddane do użytku w 1974. Nastąpiło wówczas przekształcenie osady w całkowicie cywilny kibuc. Plan rozwoju przewiduje możliwość wybudowania 310 domów mieszkalnych, z których powstało do tej pory 60. Wokół kibucu zasadzono liczne palmy.
Na początku XXI wieku kibuc Kalja nie został uwzględniony w projekcie budowy muru bezpieczeństwa, który ma rozdzielić żydowskie osiedla od terytorium przyznanego Autonomii Palestyńskiej. Dalsze istnienie kibucu jest uzależnione od ustaleń ewentualnego traktatu pokojowego izraelsko-palestyńskiego.

## Kultura i sport
W kibucu znajduje się ośrodek kultury. W skład zaplecza sportowego wchodzi basen kąpielowy oraz boisko do piłki nożnej. Stadnina koni oferuje naukę jazdy na koniach, zajęcia terapeutyczne oraz wycieczki konne po okolicy.

## Edukacja
Kibuc utrzymuje przedszkole oraz szkołę podstawową.

## Turystyka
Rejon kibucu posiada wiele turystycznych walorów, z których najważniejszym jest Morze Martwe. W odległości 3,5 km na północny wschód od kibucu znajduje się aquapark i prywatna plaża nad Morzem Martwym. Miejsce to jest przygotowane do obsługi ruchu turystycznego, z możliwością kąpieli w słonej wodzie morza. Drewniany pływający pomost ułatwia wejście do wody. Na plaży znajdują się prysznice, parasole przeciwsłoneczne, leżaki, krzesła i stoły. Istnieje możliwość zdrowotnych kąpieli błotnych. Wokół rozmieszczono lokale gastronomiczne.
Przy kibucu znajduje się miejsce Kumran, w którym odnaleziono rękopisy z Qumran.

## Gospodarka
Gospodarka kibucu opiera się na rolnictwie. Tutejszy klimat sprawia, że nawet w zimie można uprawiać rośliny. Dzięki zaawansowanym technologiom nawadniania, przekształcono zasolone gleby żwirowe w kwitnącą pustynię. Uprawy rolnicze zajmują powierzchnię 1400 hektarów. W szklarniach uprawia się arbuzy, cebulę, pomidory cherry, paprykę, czosnek, bazylię, szczypiorek i estragon. Warzywa i przyprawy są sprzedawane w całym kraju, oraz eksportowane do Europy i Stanów Zjednoczonych. Kibuc posiada także plantację palm daktylowych. Na powierzchni 830 hektarów rośnie około 10 tys. drzew. Najwyższe palmy w Kalji osiągają 15 metrów wysokości. Daktyle są eksportowane do Europy, Stanów Zjednoczonych i na Daleki Wschód.
W kibucu znajduje się obora z bydłem mlecznym. Hodowla ta napotyka jednak na wiele trudności, ponieważ tutejsze warunki klimatyczne nie sprzyjają hodowli bydła. W oborze stosuje się system klimatyzacji oraz opracowano unikalną dietę dla krów w okresie letnim. Stado liczy średnio 240 krów mlecznych i 280 cieląt. Produkcja mleczna wynosi średnio 11,5 tys. litrów mleka rocznie od jednej krowy. Farma drobiu zajmuje powierzchnię 2 hektarów i skupia się na produkcji kurcząt i indyków.
Ważną rolę w lokalnej gospodarce odgrywa obsługa ruchu turystycznego. W kibucu znajdują się hotel, oferujący różnorodne pakiety rekreacyjno-wypoczynkowe, w tym wycieczki po okolicy. Lokalny pub „Pustynia” oferuje różnorodną rozrywkę i zabawę przy muzyce. Kibuc obsługuje także centrum obsługi ruchu turystycznego Qumran, położone w sąsiedztwie stanowiska archeologicznego i Parku Narodowego Qumran. Turyści mogą tutaj nabyć biżuterię, pamiątki i produkty kosmetyczne z Morza Martwego.
W branży usługowej działa tutaj warsztat mechaniczny, pralnia, firma usług ogrodniczych i inne. Biuro rachunkowe Management Sima Cohen obsługuje lokalny biznes.

## Infrastruktura
W kibucu znajduje się przychodnia zdrowia, gabinet stomatologiczny oraz sklep wielobranżowy.

## Komunikacja
Z kibucu wyjeżdża się na południe, na drogę nr 90  (Metulla-Ejlat). Jadąc nią na północ dojeżdża się do kibucu Bet ha-Arawa i skrzyżowania z drogi nr 1  (Tel Awiw–Jerozolima-Bet ha-Arawa). Natomiast jadąc na południe dojeżdża się do kibucu En Gedi.